# Тім Глісон
Тімоті Глісон (англ. Timothy Gleason; 29 січня 1983, м. Клоусон, США) — американський хокеїст, захисник. Виступає за «Торонто Мейпл-Ліфс» у Національній хокейній лізі.
Виступав за «Вінздор Спітфаєрс» (ОХЛ), «Лос-Анджелес Кінгс», «Манчестер Монаркс» (АХЛ), «Кароліна Гаррікейнс».
В чемпіонатах НХЛ — 492 матчі (14+91), у турнірах Кубка Стенлі — 18 матчів (1+4).
У складі національної збірної США учасник зимових Олімпійських ігор 2010 (6 матчів, 0+0), учасник чемпіонату світу 2008 (8 матчів, 3+4). У складі молодіжної збірної США учасник чемпіонатів світу 2001 і 2003.
Досягнення
- Срібний призер зимових Олімпійських ігор (2010)